# Авессалом к трём крапивам
Авессалом к трём крапивам (нем. Absalom zu den drei Nesseln) — старейшая немецкая масонская ложа. Ложа проводит свои работы на востоке Гамбурга.

## История
Ложа была создана 6 декабря 1737 года. Она была основана в таверне «d`Angleterre» виноделом Йенсом Арбиеном, на Большой Булочной улице в Гамбурге. Молодой офицер Чарльз Сарри, барон Георг Вильгельм фон Оберг, городской врач Питер Карпсер и ученый Питер Штювен сидели за деревянными столами таверны, чтобы продолжить то, что было создано за 20 лет до них в Лондоне.
Развитие ложи было бурным, а сама ложа переименовывалась несколько раз. Согласно акту об учреждении ложи, она сначала была названа ложей Святого Иоанна. Это событие произошло 6 декабря 1737 года. А уже 14 декабря того же года протокол был переписан и название было изменено на «Гамбург». Почему братья отказались от имени, данного ложе при основании, да к тому же через восемь дней после её основания, так и осталось загадкой.
Второй мастер стула Луттманн, преемник барона Оберга, в 1740 году в Лондоне зарегистрировал имя ложи в Великой ложе Англии как «Гроздь винограда». Но это имя не фигурирует в протоколе собрания. В 1887 году, через 150 лет после создания ложи, имя «Виноградная гроздь» всё ещё было известно, но затем ушло в небытие.

### Имена ложи
- Святого Иоанна (1737 г.)
- Гамбург (1737 г.)
- Гроздь винограда (1740 г.)
- Авессалом (1743 г.)
- Авессалом к трём крапивам (с 1765 года по сегодняшний день)[2]

## Ложа сегодня
Сейчас ложа находится под юрисдикцией Великой ложи древних вольных и принятых каменщиков Германии, которая входит в союз немецких великих лож — Объединённые великие ложи Германии.
На 2018 год в ложе состоит около 120 масонов. Ложа проводит свои работы по ритуалу Шрёдера. В 2017 году ложа отпраздновала своё 280-летие.